# Valle Castellana
Valle Castellana é uma comuna italiana da região dos Abruzos, província de Teramo, com cerca de 1.277 habitantes. Estende-se por uma área de 134 km², tendo uma densidade populacional de 10 hab/km². Faz fronteira com Accumoli (RI), Acquasanta Terme (AP), Amatrice (RI), Arquata del Tronto (AP), Ascoli Piceno (AP), Campli, Civitella del Tronto, Rocca Santa Maria, Torricella Sicura.